# Rhodesiella typica
Rhodesiella typica är en tvåvingeart som beskrevs av Cherian 1973. Rhodesiella typica ingår i släktet Rhodesiella och familjen fritflugor. Inga underarter finns listade i Catalogue of Life.